# Spilosoma assamensis
Spilosoma assamensis är en fjärilsart som beskrevs av Rothschild 1910. Spilosoma assamensis ingår i släktet Spilosoma och familjen björnspinnare. Inga underarter finns listade i Catalogue of Life.